# Communes de la wilaya de Tindouf
Pour les autres communes, voir Liste des communes d'Algérie.
Liste des communes de la Wilaya de Tindouf, par ordre alphabétique, avec leur code postal principal :
- Oum el Assel, 37010
- Tindouf, 37000